# Martin Henderson
Martin Henderson (Auckland, 8 oktober 1974) is een Nieuw-Zeelands acteur. Hij maakte in 1999 zijn filmdebuut in het Australische Kick en was drie jaar later in Windtalkers voor het eerst in een Amerikaanse film te zien. Daarnaast behoorde Henderson tot de vaste cast van de Australische televisieseries Sweat en Big Sky.
Henderson speelde hoofdrollen in onder meer Bride & Prejudice als romantisch doelwit en Battle in Seattle als leider van een groep activisten. In films als The Ring (als de ex van Naomi Watts' personage) en Smokin' Aces (als potentieel moordenaar van hoofdpersonage Buddy Israel) had hij bijrollen.

## Filmografie
- Bibsys: 4012130
- Bibliothèque nationale de France: cb145479299 (data)
- Catàleg d'autoritats de noms i títols de Catalunya: 981058512385506706
- Gemeinsame Normdatei: 142105759
- International Standard Name Identifier: 0000 0001 1482 7074
- Library of Congress Control Number: no2004042276
- Nationale Bibliotheek van Tsjechië: xx0159000
- Nationale Bibliotheek van Israël: 987007457635405171
- Nederlandse Thesaurus van Auteursnamen: 304258598
- Réseau des bibliothèques de Suisse occidentale: 02-A024254782
- Système universitaire de documentation: 079491219
- Virtual International Authority File: 161459492
- WorldCat: E39PBJtrT3WBTpYGGjy7yQp3wC